# Cecil Cope
Cecil Cope (* 30. Mai 1909 in Lichfield, Staffordshire, England; † 2003 in Haywards Heath, West Sussex, England) war ein englischer Kirchenmusiker, Sänger und Komponist.

## Leben
Cecil Cope war als Schüler (1918–1924) Chorknabe in der Kathedrale von Lichfield. Anschließend studierte er aufgrund seiner Begabung für Gesang als Ada-Lewis-Stipendiat an der Londoner Royal Academy of Music sowie (ebenfalls mit einem Stipendium) am Trinity College of Music. Ab 1927 wirkte er als professioneller Chorsänger (Bass bzw. Bariton) an verschiedenen bedeutenden Kirchen Englands: an der Kathedrale von Rochester (1927–1929), an der St. Paul’s Kathedrale in London (1929–1935) sowie an der Westminster Abbey (1935–1940, 1946). In den 1930er Jahren war er außerdem Musiklehrer an der St. Marylebone Grammer School, am Trinity College of Music sowie am Morley College (alle in London). Ab 1940 war er eine Zeitlang Mitglied der New English Singers. Um 1941 wirkte er an einer Schallplattenproduktion von Werken Peter Warlocks’ mit, als Interpret des Liederzyklus Nursery Jingles.
Im Zweiten Weltkrieg diente Cope im britischen Militär. Nach dem Krieg arbeitete der als Beauftragter für Musik für die Grafschaft Devon (1946–1949) und (ab 1949) als Dozent für Musik am St. Luke’s College in Exeter.
Bei der Krönung Königin Elisabeths II. am 2. Juni 1953 in der Westminster Abbey wirkte Cecil Cole als Chorsänger (Bass) mit.

## Werk
Cecil Cope ist vor allem bekannt als Schöpfer eingängiger Chorwerke. Im englischsprachigen Raum werden das Lied Shiny (aus The Wandering Moon, mit Klavierbegleitung) und die Offertoriumshymne He is Risen häufiger aufgeführt. Sein Lobe den Herren / Jauchzet, ihr Himmel (Praise to the Lord) wurde in die Chorwerk-Sammlung Freiburger Chorbuch 2 (Amt für Kirchenmusik der Erzdiözese Freiburg und Carus-Verlag Stuttgart 2012) aufgenommen und wird regelmäßig aufgeführt.
Auswahl:
- He is risen, für vierstimmigen Chor und Orgel, Text von Cecil Frances Alexander (1818–1895), 1937
- A health to John Patch, Oper-Operette, Text von James Reeves, für 6 Solisten, Chor und Klavier (ad libitum mit Streichern), Premiere 1954, im Druck erschienen (Boosey & Hawkes) 1957
- The Mistery, Text von Ralph Hodgson, 1956
- Jubilate, Psalm 100, für vierstimmigen Chor und Orgel, 1969
- Jolly Wat; Kantate für gemischten Chor und Klavier (oder Streicher) sowie (ad libitum) Sopranblockflöte und Trommel, 1970
- Quid petis, o fili? für vierstimmigen Chor a cappella, 1975
- Torches! für vierstimmigen Chor, 1994
- Now is the Time of Christemas, für vierstimmigen Chor oder Frauen- oder Männerstimmen, 1994
- Our lady’s lullaby
- Bread of the World, Hymne
- How sweet the name of Jesus sounds, Hymne
- Praise to the Lord, auf Deutsch: Lobe den Herren / Jauchzet, ihr Himmel, für vierstimmigen Chor und Orgel
- Sing for Joy, 10 Kirchenlieder für Chor a cappella
- Two Songs from The Wandering Moon: 1) Fire, 2) Shiny (Text von James Reeves)
- Pleasure it is, für hohe Stimme, Männerchor und Orgel
- The Apple, für Chor unisono und Klavier